# Országos Antiszemita Párt (1883)
Az Országos Antiszemita Párt az első antiszemita párt volt Magyarországon, amely a tiszaeszlári per hatására alakult meg, s ideológiája később mintául szolgált több szélsőjobboldali pártnak is.

## Története
Az Országos Antiszemita Pártot 1883. október 6-án alapította Istóczy Győző, Ónody Géza, Simonyi Iván és Széll György. A párt a tiszaeszlári per miatt alakult meg, ugyanis sokan tartottak a zsidók politikai és gazdasági befolyásnak növekedésétől, valamint a zsidóság tömeges betelepedésétől is. Programjukat is erre építették. Követelték  a honosítási törvény módosítását, és a zsidók kizárását az állami hitelfelvételekből.
Helyzetüket megnehezítette, hogy sok vezető politikus, például Kossuth Lajos, Tisza Kálmán és Eötvös Károly ellenük foglalt állást, bár mindannyian létező problémát láttak a zsidókérdésben. Továbbá egy ideig nem volt saját pártújságjuk (a Magyar Lap először 1885. március 15-én jelent meg) és megfelelő anyagi forrásaik sem. Ennek ellenére sikerült megakadályozniuk a kormánypárt azon javaslatának törvényerőre emelését, miszerint engedélyezik a keresztények és a zsidók házasságát. Bár a törvényjavaslatot a képviselőház elfogadta, a főrendiház kétszer is elutasította.
Az 1884-es választásokon 17, az 1887-es választásokon pedig 11 mandátumot szereztek, és mindvégig ellenzéki pártként működtek. Bár az 1892-es választásokon már nem indultak egységes pártként, de több egykori képviselőjük ismét bejutott a parlamentbe.
A párt már 1885-ben kettészakadt, de véglegesen csak 1892-ben oszlott fel.

## Országgyűlési választási eredményei
| Választási eredmények | Mandátumok száma | Mandátumok aránya | Parlamenti szerepe |
| --------------------- | ---------------- | ----------------- | ------------------ |
| 1884-es               | 17               | 4,12%             | ellenzék           |
| 1887-es               | 11               | 2,66%             | ellenzék           |